# Espaldas mojadas (pel·lícula)
Espaldas mojadas, coneguda també com Río Bravo o Pan ajeno, és una pel·lícula mexicana de 1955 escrita i dirigida per Alejandro Galindo i protagonitzada per David Silva, Víctor Parra i Martha Valdés. Es va filmar a partir del 4 de maig de 1953 als cinemes Tepeyac i es va estrenar el 16 de juny de 1955 al Cinema Mariscala, on va romandre durant cinc setmanes. Es tracta d'un melodrama que retrata les difícils condicions de treball per als mexicans que decideixen emigrar als Estats Units a la recerca del somni americà.

## Argument
Rafael (David Silva) jove treballador mexicà que treballava manejant un tractor decideix anar als Estats Units perquè ha va disputar a un dona amb el fill d'un cacic i no pot quedar-se. No obstant això no té papers, així que ha de passar com a bracer o espalda mojada (termes amb es coneixia als qui decidien anar sense papers al país del nord) i paga a Frank Mendoza (José Elías Moreno), un expert a creuar a homes il·legalment a través del riu Bravo. Encara que molts companys de viatge moren en l'intent, en ser tirotejats pels guàrdies estatunidencs, Rafael aconsegueix creuar a sòl estatunidenc, però a penes fer-ho, s'adona que les coses no són tan fàcils: tot és desconegut, fins i tot l'idioma.
Durant les seves aventures, es troba amb un simpàtic rodamón anomenat Louie (Óscar Pulido), que coneix a detall el sistema ferroviari dels Estats Units i no sols això, sinó que sap on contracten persones sense papers. El primer treball de Rafael serà en una fusteria, però aviat es veu obligat a fugir quan els inspectors li exigeixen presentar els seus documents. Després aconseguirà trobar treball com a rentaplats, on l'exploten aprofitant la seva situació i, després d'una baralla amb un company es troba fugint novament.
Perseguit i amagant-se per ser un sense papers, Rafael aconsegueix treball a les vies del tren, on es troba amb un grup de mexicans que recorden amb nostàlgia i orgull al seu país. Però la via està a càrrec de l'abusiu capatàs Mister Sternier, amb qui Rafael es baralla per defensar un paisà, amb la conseqüència coneguda: tornar a fugir. Durant la seva fugida coneix a María del Consuelo (Martha Valdés), una pocha que va néixer als Estats Units però és filla de mexicans, per la qual cosa no se sent part de cap d'ells. Ella l'ajuda i l'amaga perquè no sigui detingut. Finalment, Rafael i María del Consuelo s'enamoren i decideixen retrobar-se a Mèxic, on arribarà cadascun per la seva banda.
Quan torna, i pesar de ser tirotejat mentre creua nadant pel riu Bravo aprofitant la foscor de la nit; Rafael surt il·lès i arriba a Ciudad Juárez, on es troba amb María, però també amb Mr. Sternier, a qui dona una pallissa. Amb participació de tots els presents, Steiner és llançat al riu perquè torni nedant al seu país, però és mort per les bales disparades pels guàrdies de la frontera nord-americana. Finalment, Rafael i María del Consuelo han tornat a Mèxic i decideixen viatjar cap al sud, on els acompanyarà Louie.

## Repartiment
- David Silva com Rafael Améndola Campuzano.
- Víctor Parra com Mister Sternier.
- Martha Valdés com Mary o María del Consuelo.
- Óscar Pulido com Luis Villarreal o Louie Royalville.
- José Elías Moreno com Frank Mendoza.
- Pedro Vargas com Bracero.
- Alicia Malvido com Agnes.
- Carolina Barret com Margarita Frías.
- Salvador Godínez
- Lola Beltrán com Cantante.
- Rogelio Fernández com Bracero.
- Guillermo Álvarez Bianchi com Rico.
- Eulalio González "Piporro" com Alberto Cuevas.

## Tema
Después de filmar Doña Perfecta i Una familia de tantas, el director Alejandro Galindo, millor conegut per abordar temes citadins i de classe mitjana; torna a treballar amb el seu actor de capçalera, David Silva, per a tractar un tema candent a mitjan segle XX: l'emigració de mexicans que buscaven el somni americà als Estats Units.
En la seva Historia documental del cine mexicano, Emilio García Riera diu de la cinta:
| « | Encara que ben realitzada, la pel·lícula és una mica melodramàtica, desigual i una mica indecisa, perquè també resulta advertible en Galindo una forta ambivalència en el seu retrat d'un mitjà nord-americà que alhora li provoca sentiments de rebuig i d'atracció, cosa ja provada per altres pel·lícules seves i per la seva delectació en l'ús de l'idioma anglès. No obstant això "Espaldas mojadas" va tenir el gran mèrit d'al·ludir a un problema seriós i de tractament desaconsellable a ulls oficials. | » |

## Premis
| Any  | Premi       | Categoria                                                | Guanyador                |
| ---- | ----------- | -------------------------------------------------------- | ------------------------ |
| 1956 | Premi Ariel | Millor paper de quadre femení                            | Carolina Barret          |
| 1956 | Premi Ariel | Millor paper de quadre masculí                           | Eulalio González Piporro |
| 1956 | Premi Ariel | Premi especial a la pel·lícula de major interès nacional | Esquena mullada          |